# Castell de Ruaya
El Castell de Ruaya és una fortalesa situada al costat de la població de Cortes de Pallars (País Valencià). És Bé d'interès cultural amb codi 46.19.099-005 i nombre d'anotació ministerial RI-51-0010581, de data 1 de març de 2001.

## Història
Ruaya va tenir un mas de moriscos, que hauria estat protegit per aquesta fortificació que alhora cobriria els accessos meridionals a Cortes de Pallars. Es data l'obra en l'edat mitjana, entre els segles  IX i  XIV.

## Descripció
A principis del segle xxi, del castell es pot distingir les portes d'accés, construïdes amb carreus, un doble recinte amb muralles, una cisterna i la torre major. Es pot constatar que el castell tenia dos nivells. En superior s'elevava la torre de vigilància, construïda amb planta quadrada que es troba actualment derruïda, excepte part els seus murs. El mur sud-occidental és el millor conservat. El conjunt es troba en estat ruïnós.